# عادل نجفی
عادل نجفی بابادی (۶ تیر ۱۳۷۶) ووشو کار و بوکسور اهل شهرستان کوهرنگ است. وی عضو سابق تیم‌های ملی ووشو و بوکس و دارنده مدال نقره جوانان آسیا-چین و مدال طلای بزرگسالان بین‌المللی-گرجستان می‌باشد.

## تحصیلات
عادل نجفی مدرک کارشناسی و کارشناسی ارشد خود را در رشته فیزیولوژی و تغذیه ورزشی از دانشگاه شهید بهشتی دریافت کرده است. او در سال 1403 از مقطع کارشناسی ارشد این دانشگاه فارغ‌التحصیل شد. 

## فعالیت مربی‌گری
عادل نجفی در عرصه مربیگری رزمی و بدنسازی نیز فعالیت می‌کند. وی به پاس کسب دو نشان طلا در مسابقات قهرمانی کشور ووشو و شانزدهمین المپیاد دانشجویان کشور و همچنین کسب عنوان قهرمانی تیم ووشو در کشور و نایب قهرمانی در شانزدهمین المپیاد دانشجویان کشور به عنوان مربی و بازیکن نشان ویژه ورزش بهشتی را دریافت کرد.

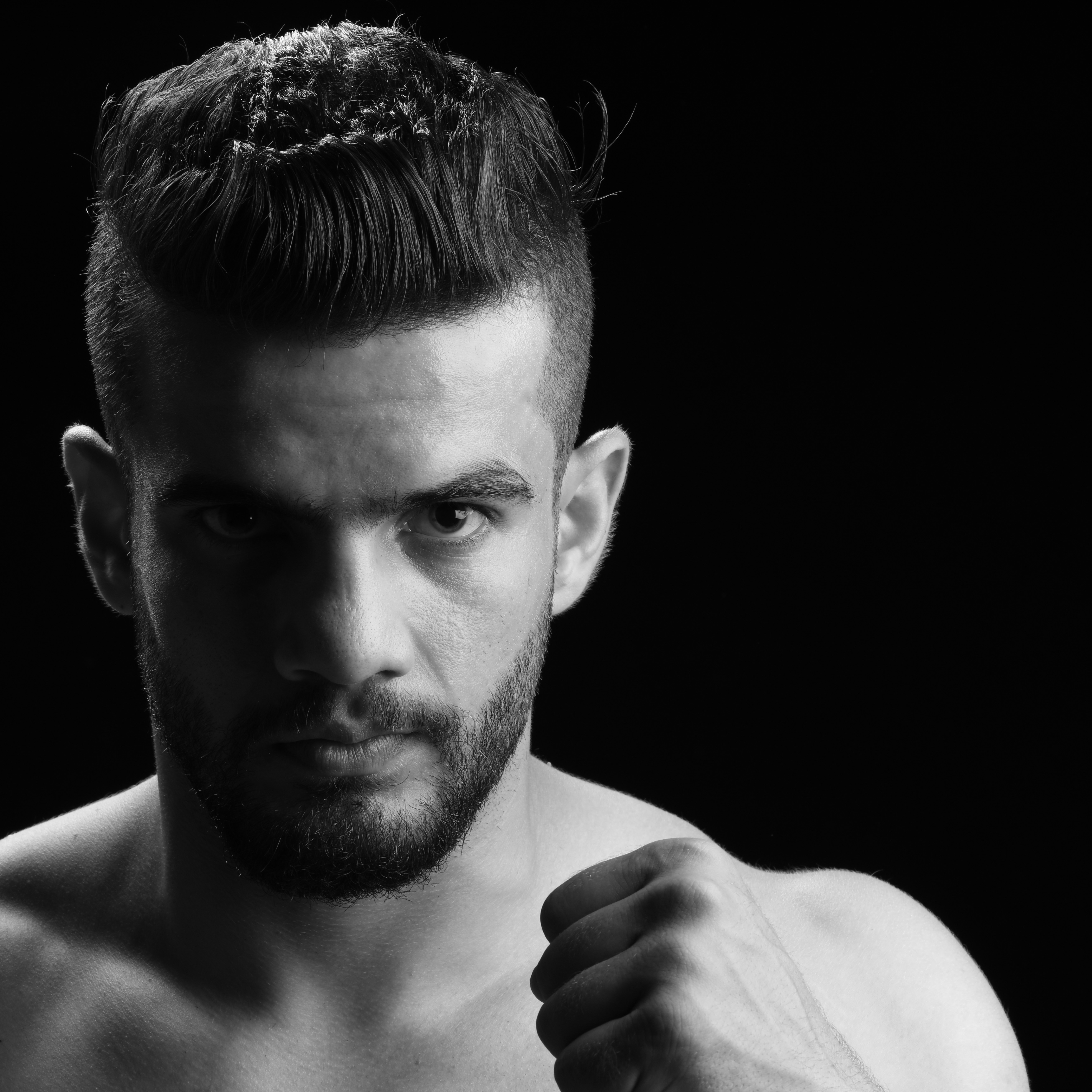
عادل نجفی